# Iolana iolas
Iolana iolas — вид лускокрилих родини Синявцеві (Lycaenidae).

## Назва
Вид Iolana iolas названий на честь Іолая — героя давньогрецької міфології.

## Поширення
Вид поширений у Південній та Південно-Східній Європі (Іспанія, південь Франції, Італія, південь Швейцарії, Балканські країни), Північній Африці (Марокко, Алжир), Туреччині та на заході Ірану.
За літературними даними початку ХХ століття єдиний раз наводився для України — 15.07.1911, с. Андрусівка, нині Криворізький район, Дніпропетровська область. Посилання вельми сумнівне, ймовірно, матеріал було визначено помилково.

## Опис
Розмах крил — 18-21 мм. Виліт метеликів з травня по червень. Личинка живиться листям Colutea arborescens.